# ゲタ (CPU)
ゲタ（下駄）は、電圧や形状などが異なるマイクロプロセッサを、本来は対応していないマザーボードに装着するために使われる変換基板である。ソケットタイプのCPUをスロットタイプのCPUソケットに変換するゲタは、英語ではスロケット (Slotket) と呼ばれることもあった。

## 黎明期のゲタ
主にQFPやPLCCパッケージのプロセッサをPGAやDIPに変換するために用いられた。
また、インサーキット・エミュレータのプローブ（基板の上に特製のプロセッサを載せ、そこから本体へ信号を伝達する）基板にも用いられた。このようなゲタは主に製品開発に用いられ、J-TAGが普及するまでは一般的であった。現在では、ホビー用キットで、はんだ付けが難しいパッケージをあらかじめはんだ付けしておいた基板として多用される。
まれな例としては、QFPパッケージの組み込み向けプロセッサを汎用マザーボードに搭載するためのゲタとCPUをセットにした製品が作られたことがある。その一つに黄金戦士と呼ばれるものが注目を集めたが、市場にはあまり出回らなかった。

## 電圧変換ゲタ
CPUバスのピン配列・I/O電圧に互換性はあるが、Vdd (VCore) 電圧が異なるCPUが、主にi486時代やSocket 5・Socket 7・Super Socket 7時代やSlot 1・Socket 370時代に多数作られた。これらのプロセッサは、過電圧によって熱暴走を起こすか壊れてしまうため、旧式のマザーボードにはそのまま装着できない。そのため、給電電圧をゲタ基板上のレギュレータによって変換し、旧世代のマザーボードでも最新のCPUが使えるゲタが多数作られた。

## バス方式変換ゲタ
Pentium MやPentium III-Sといったバス仕様に変更が加えられたプロセッサを、i440BXなどの旧世代マザーボードに搭載するためのゲタが作られた。このゲタはそれまでのゲタとは大きく異なり、ゲタ上にASICが搭載され、旧方式のバスプロトコルと新方式のバスプロトコルを仲介する。また、サイドバンド信号を取り出し、電圧レギュレータモジュール (VRM) を制御して省電力機能を有効にすることもできるという、きわめて高度なゲタも存在した。これらのゲタは高価であったが、旧式のシステムを延命してパフォーマンスを倍加させ、なおかつ消費電力を低減した。
なお、上記の電圧変換ゲタとバス方式変換ゲタはマザーボードにCPUのマイクロコードがない状態で動作させることになるので、正常動作しない場合も多く、使用は自己責任となる。

## CPUバス変換ゲタ

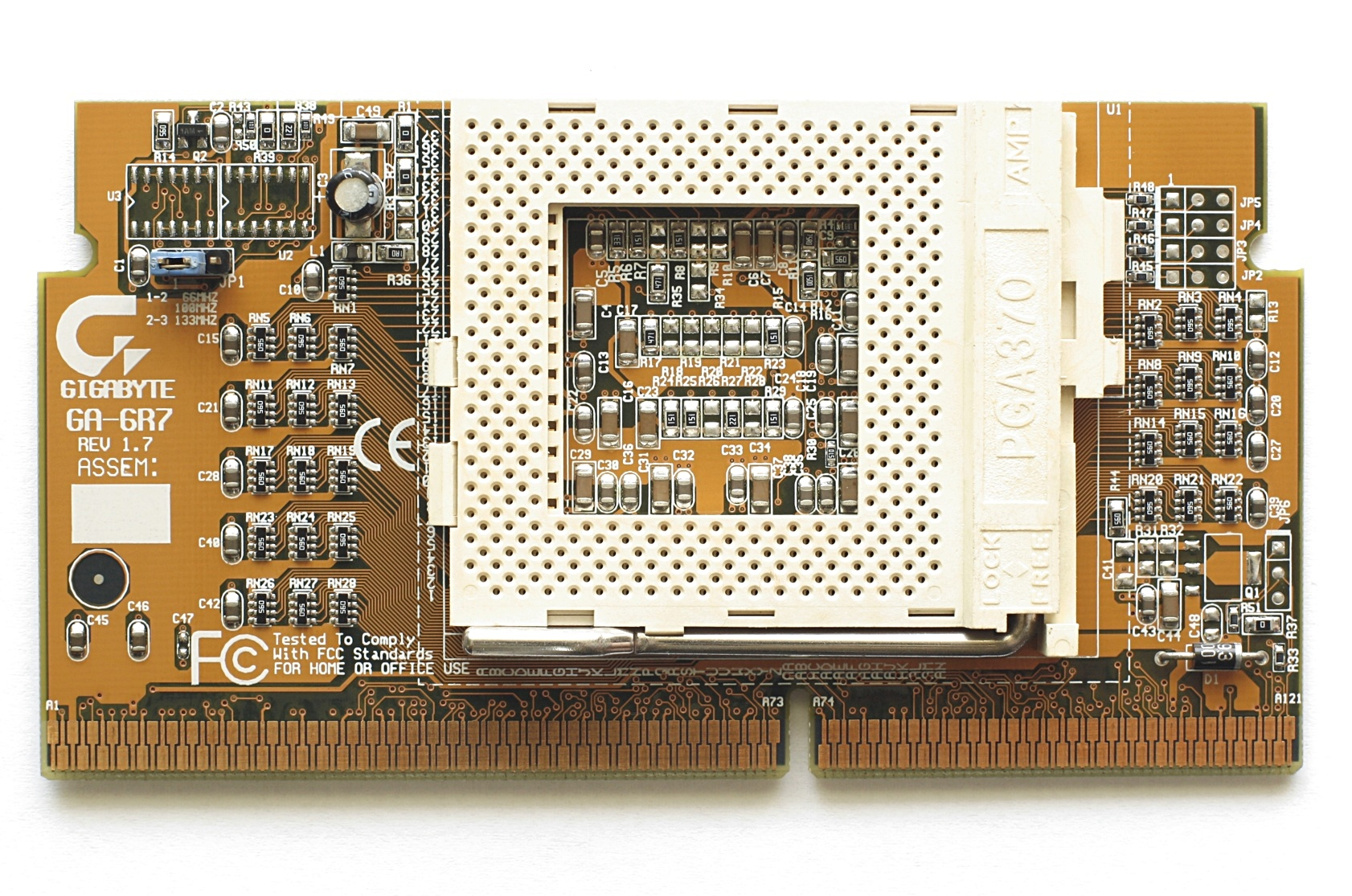
Socket 370 - Slot 1変換ゲタ（GIGABYTE製）

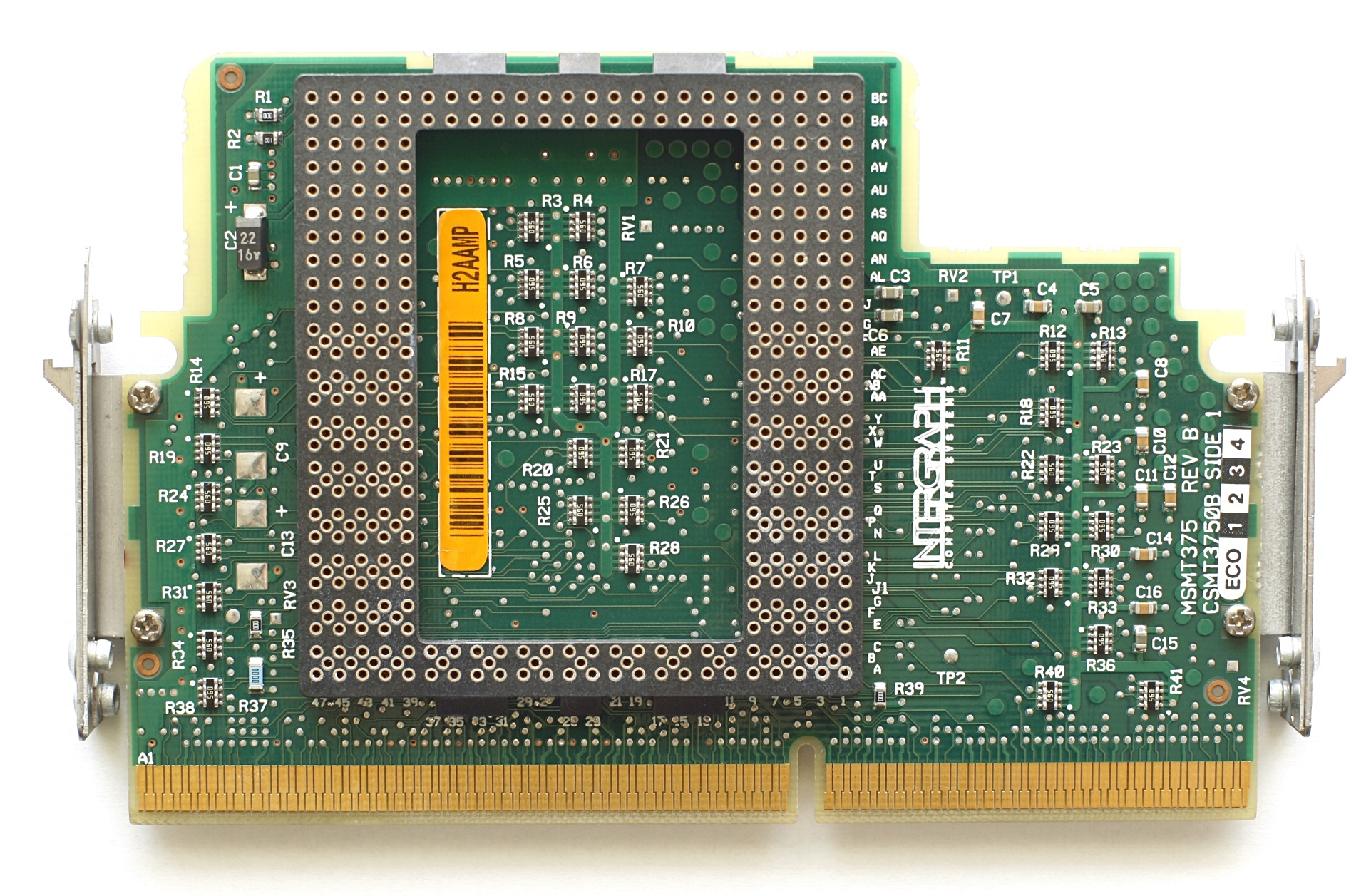
Socket 8 - Slot 1変換ゲタ（Intergraph製）

インテルのP6マイクロアーキテクチャ時代のCPUバスは物理的なピン配置が異なるものの、電気的特性は一部の例外を除いて互換性があり、Socket 8・Slot 1・Slot 2・Socket 370の間で相互変換が可能であった。XeonをSocket370に挿すといった物理的に無理な組み合わせは別として、およそ考えられる組み合わせのゲタが存在した。特にSocket370とSlot 1間のゲタは数多く作られた。
また、この種のゲタにはCeleronで無効化されていたSMP機能を有効にするスイッチが搭載されている製品も存在し、Celeronによるマルチプロセッサシステム構築がブームとなった。
Pentium IIによるマルチプロセッサに比べると性能は決して良いとは言えなかったが、本来高価なシステムでなければ実現できないマルチプロセッサが安価に実現できること、技術的好奇心を満足できること、単独プロセッサのPentium IIよりは高速であること、Windows NT系で利用できるCPUのパーティショニング機能を有効にしてバックグラウンドで重い処理を動かしていてもエクスプローラーの動作が軽快であることなど、デュアルCeleron環境が人気を博する理由はいくらでもあった。
このゲタはマザーボードメーカーが販売していたことも多く、同社製のマザーボードとセットで使用することにより、変換先のCPUの動作保証をしていた場合も多くあった。
以上の電圧変換ゲタとバス方式変換ゲタとCPUバス変換ゲタの3種類のゲタは2種類ないしは3種類の機能をセットにしたものもあった。これらのゲタはただ単に電圧を変換するだけでなく、一部のマザーボードなどと同様に、FSBやクロック倍率を変更するためのジャンパーピンやディップスイッチが設けられていたものもあった。このスイッチはオーバークロックにおいて定番とも言える機能となっていった。

## CPUアクセラレーター
厳密にはゲタ単品商品ではないが、本稿に記載する。2000年頃までバッファローやアイ・オー・データ機器からゲタとCPUとCPUクーラーをセットにした商品がCPUアクセラレーターという名称で販売されていた。この商品はあらかじめ対応機種を明示した上での販売だった。ゲタは上記記載の電圧変換ゲタとバス方式変換ゲタであることが多かった。
Intelからもバッファローやアイ・オー・データ機器と同種の商品をオーバードライブプロセッサという名称で販売されていた。詳細はオーバードライブプロセッサを参照。

## ゲタの終焉
ゲタの時代は、CPU性能が一般的な使用では十分な性能になったことや、5 - 10倍といった大幅な性能アップが望みにくくなりニーズが減ったことで姿を消した。